# Блискавка

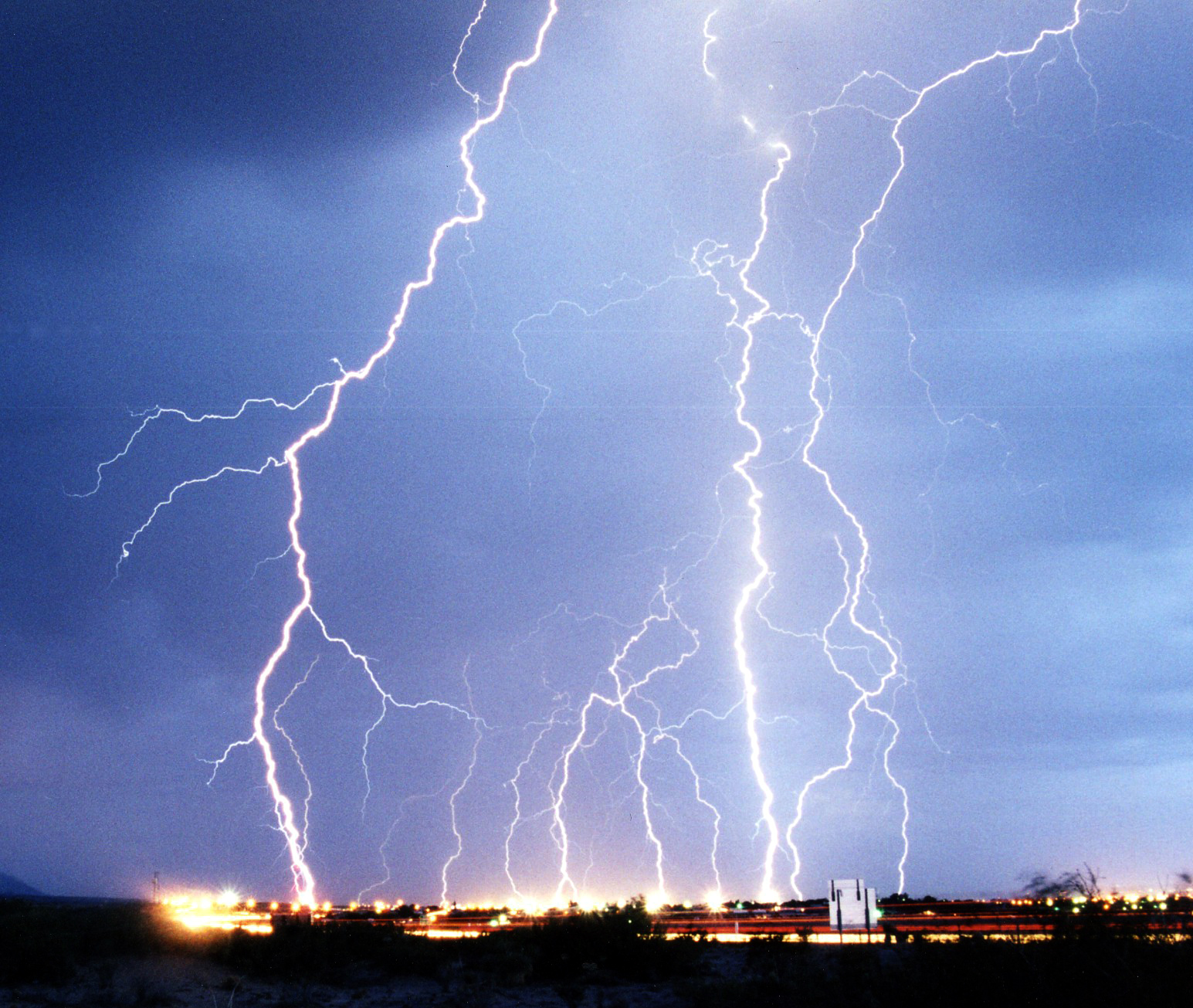
Блискавка

Анімація удару блискавки

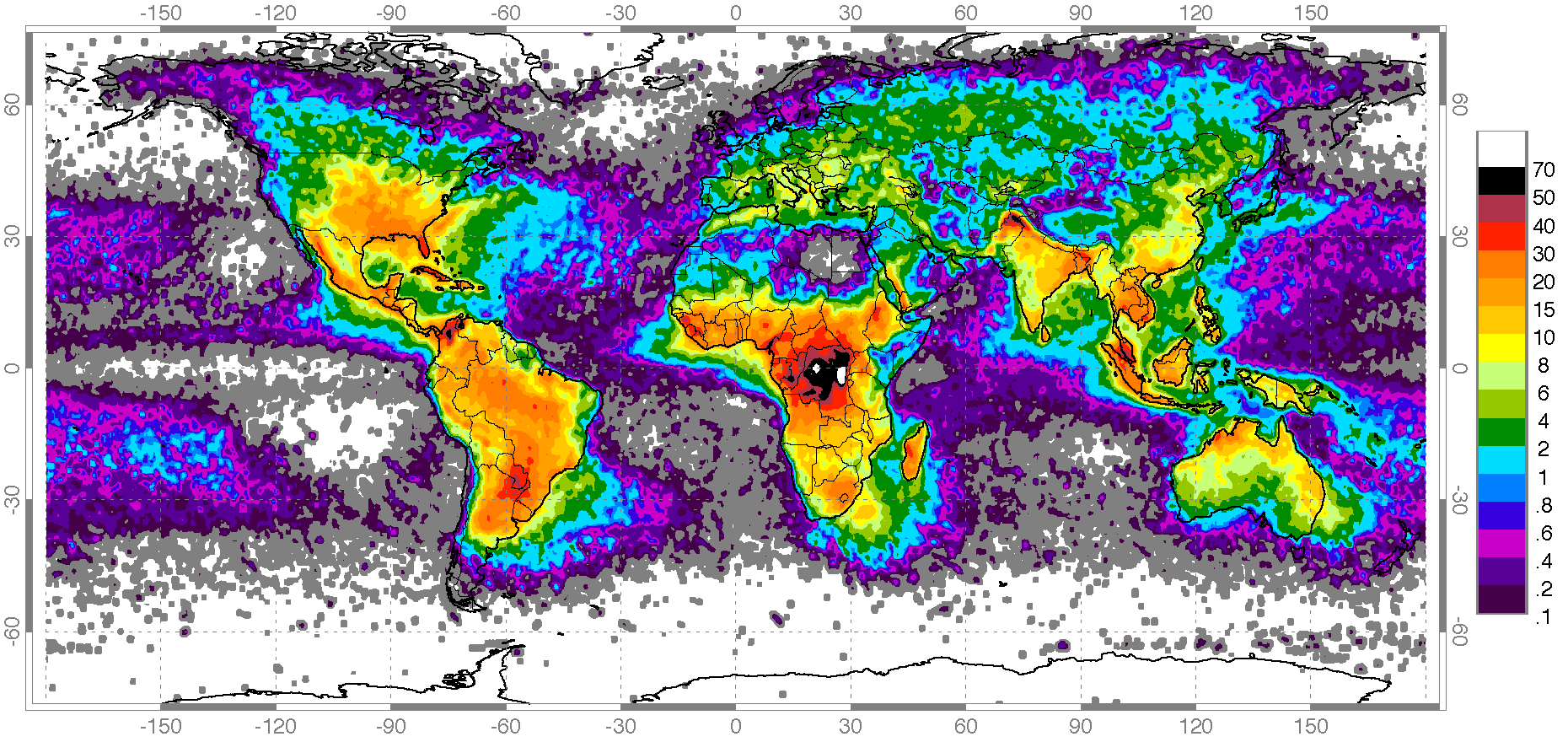
Мапа частоти ударів блискавки (на км² за рік). Частіше за все блискавки спалахують у Центральній Африці (Уганда)

Бли́скавка, також блискави́ця — електричний розряд між хмарами або між хмарою та землею. У процесі утворення опадів у хмарі відбувається електризація крапель або льодяних частинок. Унаслідок сильних висхідних потоків повітря в хмарі утворюються відокремлені області, заряджені різнойменними зарядами. Коли напруженість електричного поля у хмарі або між нижньою зарядженою областю і землею досягає пробійного значення, виникає блискавка. Блискавки поділяються на лінійні, пласкі, кулясті й точкові. Лінійні блискавки спостерігають часто, а кулясті та точкові — дуже рідко.
Блискавки утворюють в атмосфері електромагнітні хвилі, так звані атмосферики, які перешкоджають радіозв'язку, особливо на довгих і середніх хвилях.
У середньому на Землі кожну секунду б'ють 100 блискавок.

## Історія дослідження
Спроби захищатися від блискавки відомі ще задовго до початку нашої ери. Це довели археологічні розкопки в Єгипті, де на стінах зруйнованих храмів написи свідчили, що встановлені навколо храму щогли служили «для захисту від небесного вогню».
Давньоримський письменник і вчений Пліній Старший повідомляє у своїй відомій енциклопедичній праці, що жерці під час обрядів переводили блискавку в землю використовуючи для цього високі металеві жердини.
Наукове пояснення блискавковідводів, які в побуті неправильно називають громовідводами, з'явилось у працях Бенджаміна Франкліна (1752) та інших учених.

## Наземні блискавки

### Лінійна блискавка
Найкраще вивчена лінійна блискавка, яка є іскровим розрядом. Під впливом електричного поля вільні електрони, які завжди є в атмосфері, набувають великої швидкості та при зіткненні з молекулами іонізують їх. Унаслідок цього у повітрі збільшується кількість електронів, які знову розганяються електричним полем і, своєю чергою, спричиняють іонізацію молекул.
У вузькому каналі повітря лавиноподібно збільшується кількість електронів, що рухаються від хмари до землі. Цим іонізованим каналом, як у провіднику, із хмари починають витікати заряди. Виникає так званий лідер блискавки, який пробігає 50—100 м і зупиняється. Потім він відразу ж відновлюється у тому ж каналі та пробігає ще таку ж відстань. Так триває, доки лідер не досягне землі.
Середня швидкість розвитку такого ступеневого лідера становить 10² км/с. У момент досягнення лідером землі в його каналі починають рухатися заряди, які утворюють яскравий «головний канал» блискавки; швидкість його — порядку 104 км/с. Струм у головному каналі становить у середньому 20—40 кА, досягаючи 200 кА. Довжина блискавки в середньому 1—2 км, іноді 40—50 км. Діаметр каналу блискавки близько 10 см.
Розряд блискавки здебільшого не обмежується одним імпульсом, частіше виникають 2—3 імпульси, а іноді близько 50. Цим пояснюється мерехтіння блискавки. Наступні імпульси відрізняються від першого тим, що лідери їх безперервні, бо ці імпульси проходять вже іонізованим каналом (рис.). Такий лідер називається стрілоподібним; швидкість його трохи більша, ніж ступеневого.
Час між імпульсами порядку 10−2 с. Тривалість повного розряду блискавки може становити близько 1 с і більше. У каналі блискавки розвивається висока температура, яка спричинює дуже швидке розширення і стискання повітря в каналі. Це супроводиться звуковими явищами — громом. Багаторазовість імпульсів блискавки й відбиття звуку від хмар і від поверхні землі призводять до гуркоту грому.
Розряди лінійної блискавки в землю іноді завдають значної шкоди; жертвою таких розрядів блискавки бувають і люди. Дієвим засобом захисту земних об'єктів від ударів лінійної блискавки є блискавичник.

### Плоска блискавка
Плоска блискавка являє собою тихий розряд у хмарах, коли в них немає достатніх зарядів для утворення лінійної блискавки. Цей вид блискавки не супроводжується гуркотом.

### Кульова блискавка

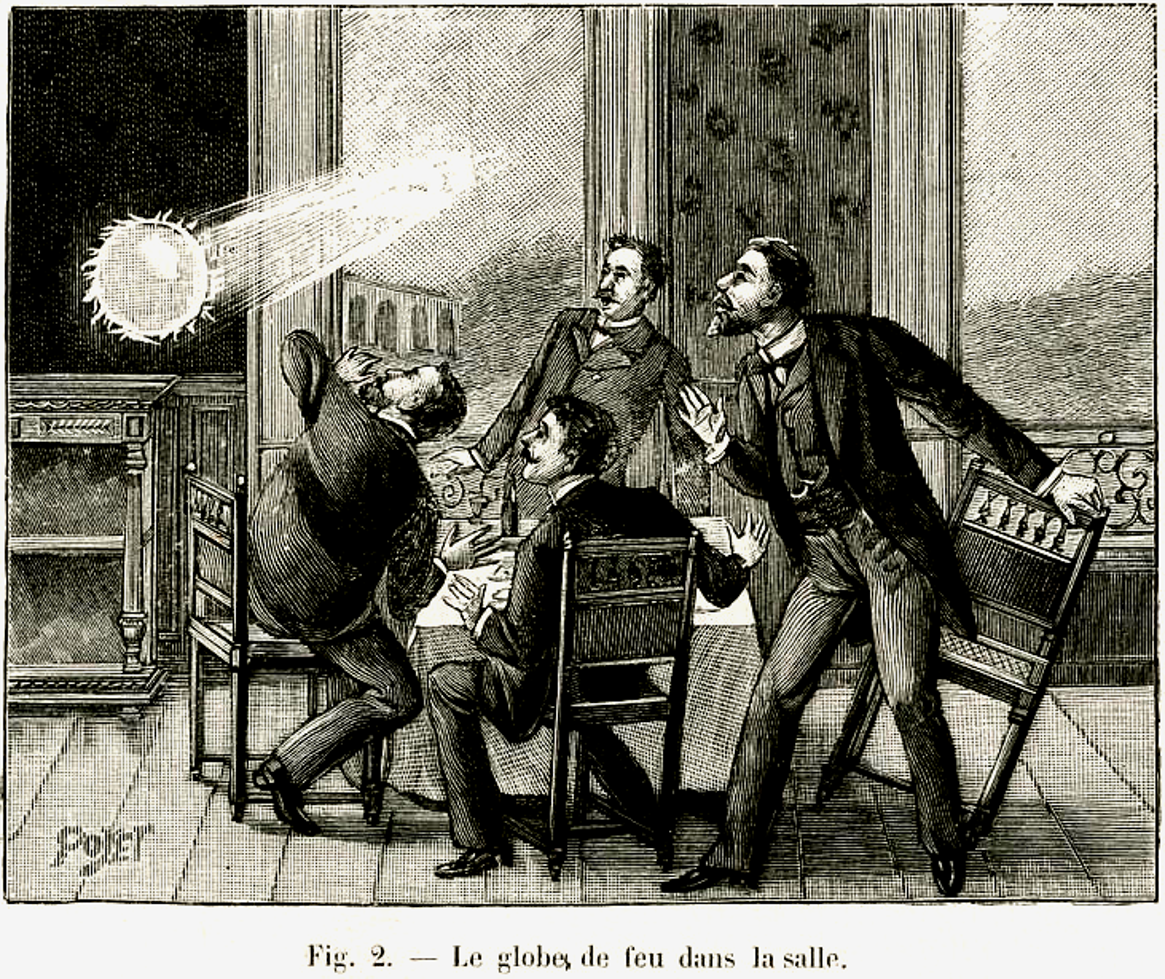
Кульова блискавка

Кульова блискавка — сферичний розряд, який існує в атмосфері певний час. Це здебільшого куля діаметром 10—20 см (але іноді може з'являтися у вигляді груші або яйця), червонуватого світіння, яка повільно рухається у повітряній течії та супроводжується свистячим або шиплячим звуком. Куля може існувати від декількох секунд до декількох днів. Але сам процес зародження блискавки ніхто не бачив, тому ми не можемо сказати справжній вік блискавки. У момент зникнення куля часто вибухає, спричиняючи великі руйнування і залишаючи по собі хмарку, яка має гострий запах сірки. Куля може проходити через вузькі отвори та уникати перепони, тому вона може з легкістю проникнути в дім. Зустрівши кулясту блискавку, не треба від неї бігти, тому що при цьому створюється потік повітря, який рухається з тією ж швидкістю. Якщо Ви зустріли блискавку у себе вдома, то найкращим рішенням буде від неї сховатися в іншій кімнаті, зачинивши двері.

### Точкова блискавка
Один із найменш вивчених типів блискавки. Являє собою різновид лінійної блискавки, проте частина імпульсів не проявляється та між проявленням кожного нового існує проміжок у часі та просторі. Виглядає як пунктирна лінійна блискавка. Серед проблем вивчення — дуже низька частота проявлення таких блискавок.

### Гамма-блискавка
Короткотривалий спалах високоенергетичного гамма-випромінювання на низьких і середніх висотах в грозових хмарах атмосфери одразу ж після звичайної лінійної блискавки. Вперше зареєстровано орбітальною гамма-обсерваторією «Комптон» НАСА в 1991 році. Фізична природа гамма-блискавок поки що вивчається.

## Розряди у верхніх шарах атмосфери

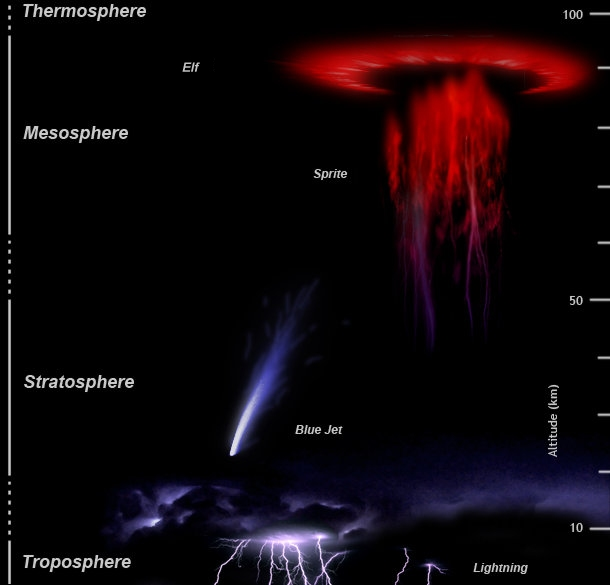
Різні типи електричних явищ в атмосфері Землі

Після запуску орбітальних автоматичних станцій було зафіксовано потужні електричні розряди у верхніх шарах атмосфери. Вони виникають навіть без наявності грозових хмар, характерних для звичайних блискавок. Ці короткотривалі явища утворюються на висотах, що значно перевищують тропосферу, та мають інші механізми й характеристики. Попри це, їх зазвичай класифікують як атмосферні електричні розряди. Серед них виділяють спрайти, джети та ельфи. Це так звані «холодні» розряди, подібні до світіння плазми низької температури. Водночас вони часто пов’язані з грозовими фронтами, що проходять нижче.
Світлові спалахи в стратосфері, мезосфері та термосфері можуть бути спрямовані вгору, донизу або горизонтально. Вони досі вивчені недостатньо. Колір і форма залежать від висоти, на якій виникають. На відміну від блискавок у нижніх шарах атмосфери, ці розряди мають яскраве забарвлення — переважно червоне або синє — й охоплюють значні ділянки неба, іноді досягаючи межі космосу.

### Ельфи
Ельфи (англ. Elves; скорочено від Emissions of Light and Very Low Frequency Perturbations from Electromagnetic Pulse Sources) — гігантські, але тьмяні спалахи у формі конуса діаметром близько 400 км, які виникають над верхньою частиною грозової хмари. Їх висота може сягати 100 км, а тривалість — до 5 мс (у середньому — близько 3 мс).

### Джети
Джети — сині світлові стовпи, схожі на витягнуті конуси. Їх висота становить 40–70 км, тобто до нижньої межі іоносфери. Тривалість джетів зазвичай перевищує тривалість ельфів.

### Спрайти
Спрайти — вертикальні розряди, спрямовані з хмари вгору. Вони виникають під час майже кожної грозової активності на висотах від 55 до 130 км (тоді як верхня межа звичайних блискавок не перевищуює 16 км). Вперше спрайти було випадково зафіксовано у 1989 році. Їхня фізична природа досі вивчена недостатньо.

### Зелені привиди
Зелені привиди (англ. ghost — «привид», скорочено від green emissions from excited oxygen in sprite top — «зелене світіння збудженого кисню у верхній частині спрайтів») з’являються після червоних спрайтів у вигляді зеленого світіння, що триває кілька секунд. Вперше їх офіційно зафіксували 25 травня 2019 року, хоча спостереження велися ще з 2014-го. За однією з гіпотез, коли вершини потужних спрайтів досягають шару атмосферного світіння на висоті близько 90 км, атоми кисню можуть короткочасно випромінювати зелений колір.

## Взаємодія блискавки з поверхнею землі та розташованими на ній об'єктами
Кожної секунди близько 50 блискавок ударяють в поверхню землі, і в середньому в кожен її квадратний кілометр блискавка потрапляє шість разів за рік.
Потужні блискавки викликають народження фульгуритів.

### Люди й блискавка
Блискавки — велика загроза для життя людей. Ураження блискавкою можливо як при перебуванні просто неба, так і в закритому приміщенні. Частіше страждають люди, що знаходяться під час грози на відкритій місцевості, переховуються від дощу під деревами та поблизу від працюючого електроустаткування (включеного в мережу телевізора, радіоприймача або увімкненого мобільного телефону[джерело?]).
За одними даними, кожного року у світі від удару блискавки гине 24 000 людей і близько 240 000 отримують травми За іншими оцінками, за рік у світі від удару блискавки гине 6000 людей.
Американський інспектор з охорони природи Рой Салліван протягом свого життя пережив 7 ударів блискавки та помер в результаті самогубства у віці 71 року.
Блискавки часто б'ють в літаки — в середньому в кожен літак б'є одна блискавка на рік. Проте завдяки скін-ефекту пасажири зазвичай цього не помічають. Схожим чином автомобіль може захистити своїх пасажирів від удару блискавки (хоча і менш ефективно, через те що автомобілі не суцільно металеві).

### Жертви блискавок
- У міфології та літературі:
  - Асклепій, Ескулап — син Аполлона — бог лікарів і лікарського мистецтва, не лише зціляв, але й оживляв мертвих. Аби відновити порушений світовий устрій Зевс уразив його своєю блискавкою[8].
  - Фаетон — син бога Сонця Геліоса — одного дня узявся управляти сонячною колісницею свого батька, але не стримав вогняних коней і трохи не погубив в страшному полум'ї Землю. Розгніваний Зевс пронизав Фаетона блискавками.
- Сучасники:
  - Садівник Рой С. Салліван зі штату Вірджинія, США, 7 разів постраждав від удару блискавки. У 1942 році він позбувся нігтя на великому пальці ноги, в липні 1969 йому обпалило брову, в липні 1970 обпалило ліве плече, у квітні 1972 у нього загорілося волосся, в серпні 1973 воно знову спалахнуло, але цього разу постраждали ще й ноги, а в червні 1976 йому поранило кісточку. 25 червня 1977 року, після того, як під час риболовлі його черговий раз вдарило блискавкою, Саллівана поклали в лікарню з опіками грудей та живота. Помер він у вересні 1983 року, покінчивши життя самогубством через нещасливе кохання.
  - 8 грудня 1963 року поблизу Еклтона, штат Меріленд, США, блискавка влучила в літак Боїнг-707. Загинув 81 пасажир.
  - 4 липня 2009 року від удару блискавки загинув народний депутат України чотирьох скликань, колишній голова Рівненської облдержадміністрації, депутат облради Василь Червоній[9].

### Дерева і блискавка

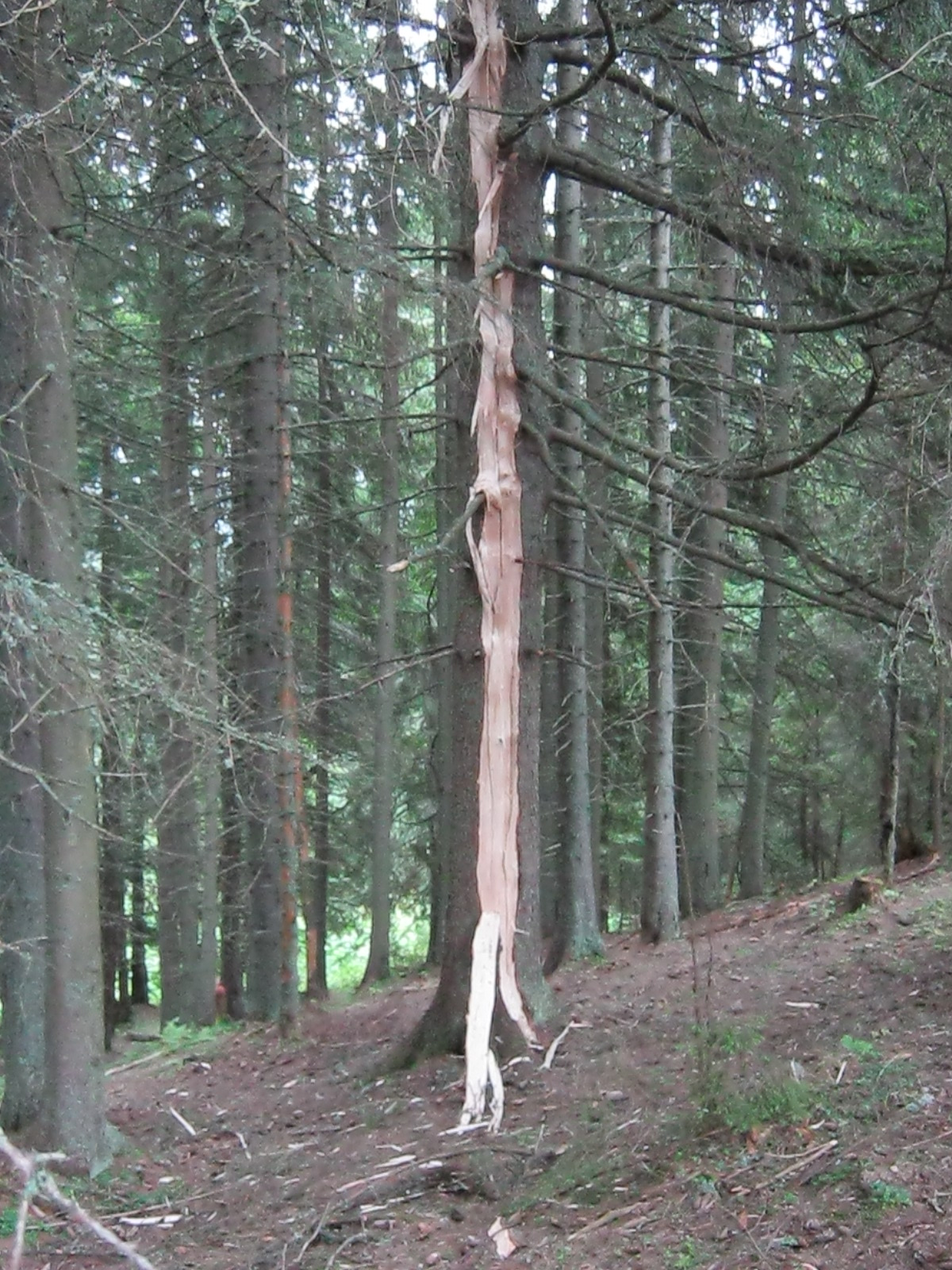
Свіжий шрам на дереві від блискавки (Українські Карпати)

Високі дерева — часта мішень для блискавок. На реліктових деревах-довгожителях легко можна знайти численні шрами від блискавок. Вважається, що поодиноке дерево, частіше вражається блискавкою, хоча в деяких лісових районах шрами від блискавок можна побачити майже на кожному дереві. Сухі дерева від удару блискавки спалахують, а живі вибухають або репаються через миттєве закипання соку. Найчастіше притягає електричні розряди дуб звичайний із глибокою стрижневою кореневою системою. Спостереження вчених у змішаному лісі дали змогу з'ясувати, що зі ста ударів блискавки на дуб припадає 54, на тополю — 24, смереку — 10, сосну — 6, бук — 3, а на робінію — 1 удар. Тоді як береза, клен та горіх не зазнали жодного удару, хоча у них потрапляють грозові розряди, якщо дерева стоять поодинці.

## Блискавка на інших планетах
Наразі блискавки спостерігались на Венері, Юпітері, Сатурні i Урані, і, можливо, трапляються на Нептуні. На Юпітері блискавки б'ють однаково часто у полярних і екваторіальних областях (на Землі у тропіках блискавки б'ють значно частіше), через те, що його атмосферу більше зігріває тепло, що виділяє сам Юпітер, ніж Сонце. Блискавки на Юпітері та Сатурні мають енерговиділення у 1000 разів більше, ніж на Землі.

## Міфологія
У міфологіях майже всіх народів блискавки завжди були пов'язані з потойбічними силами.

## Галерея

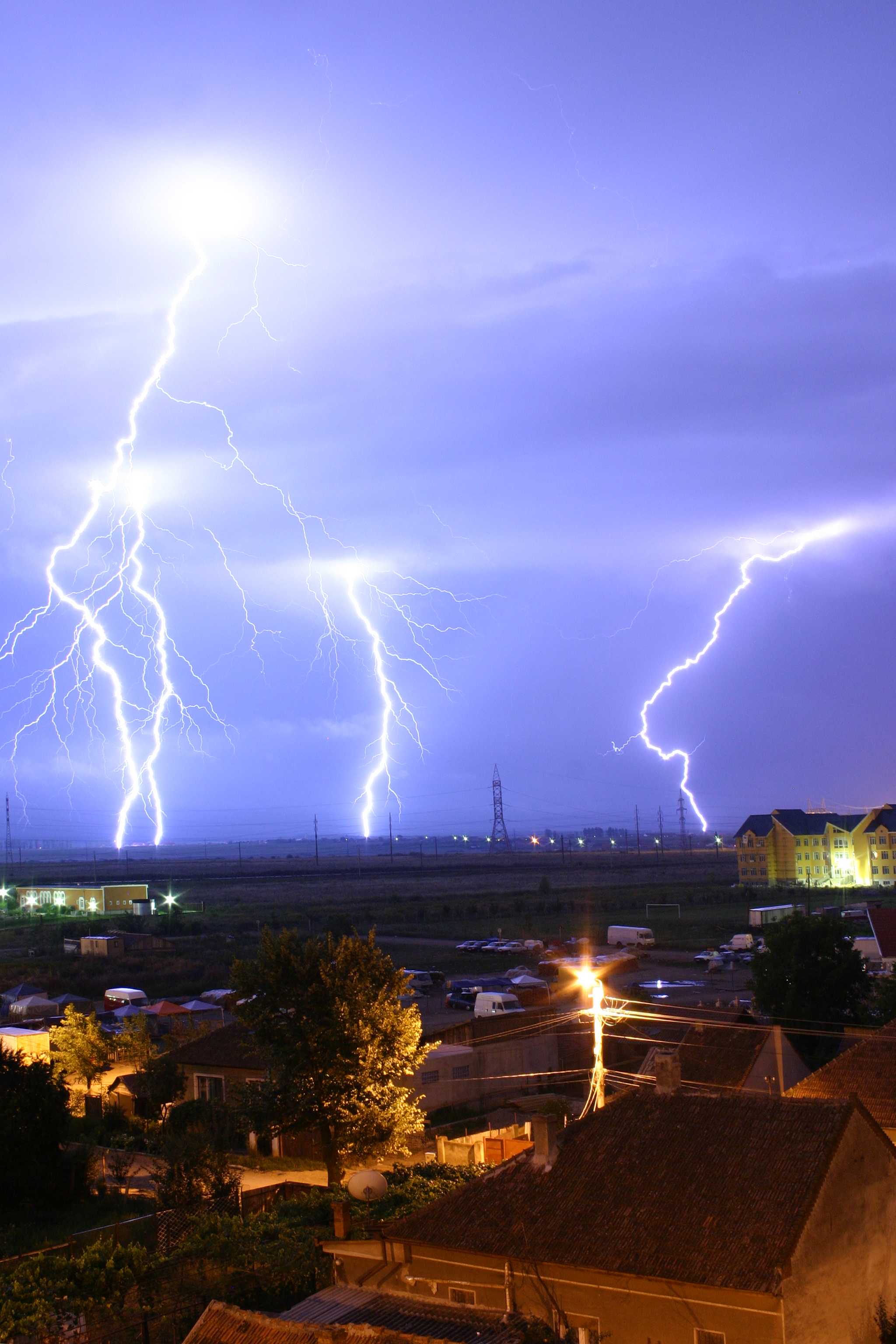
Блискавка над Орадією, Румунія
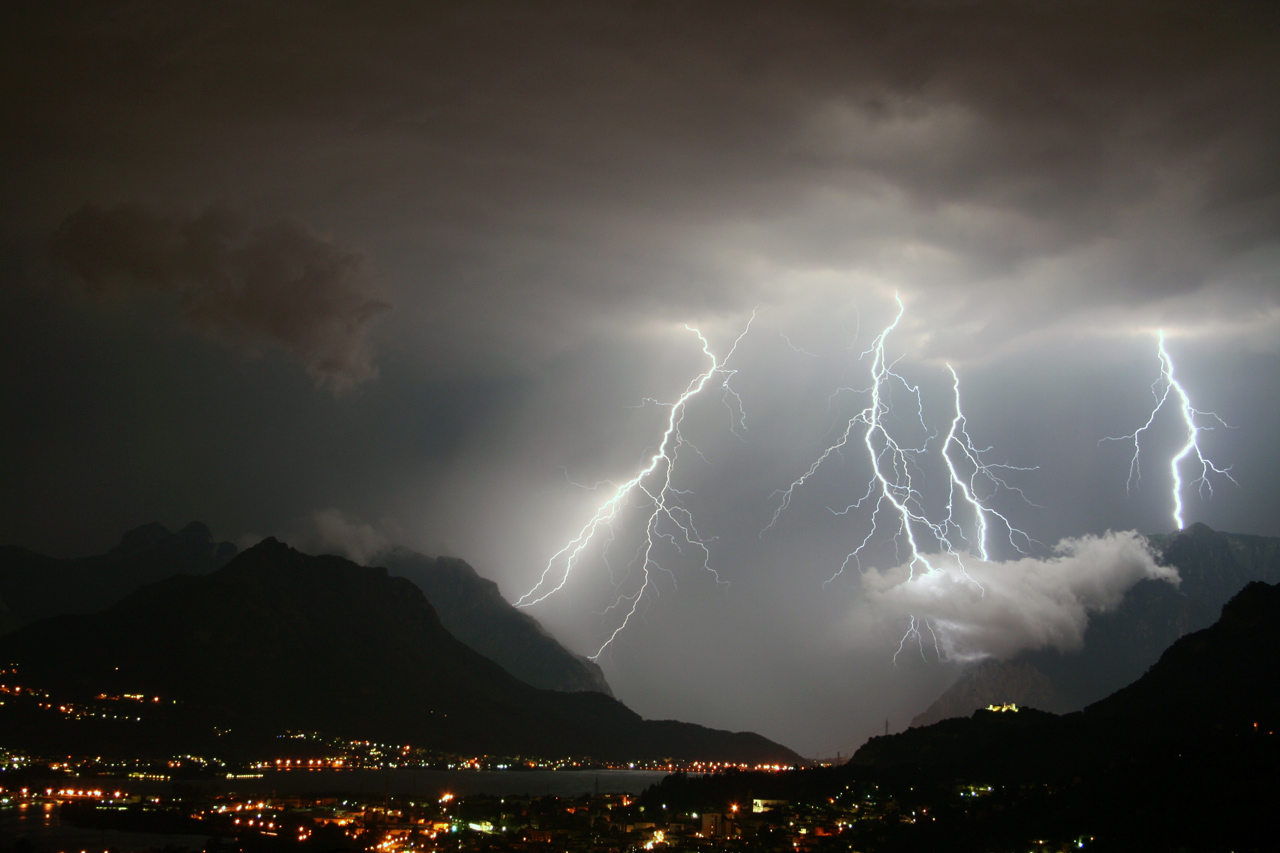
Блискавка над Леко, Італія
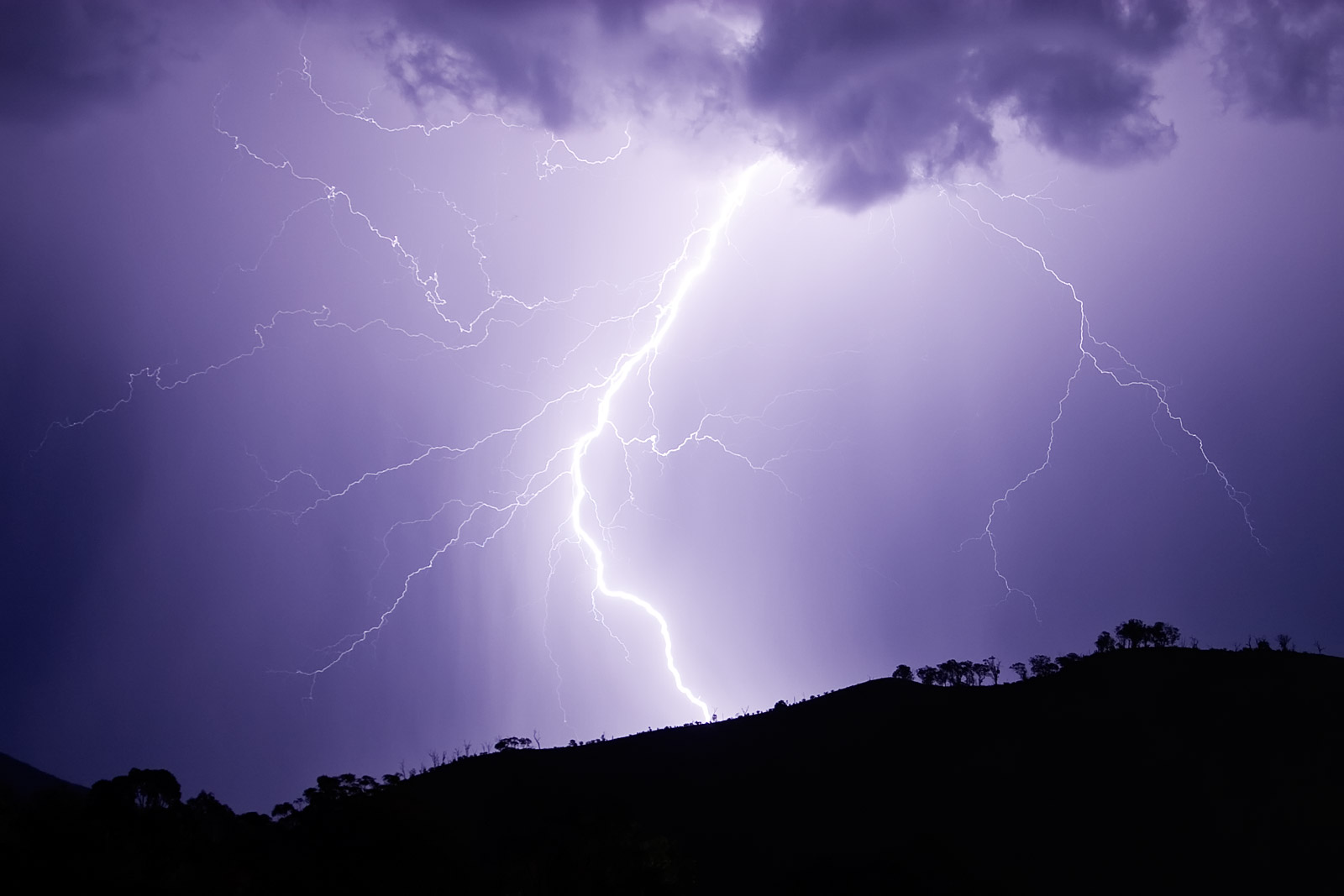
Австралійські блискавки
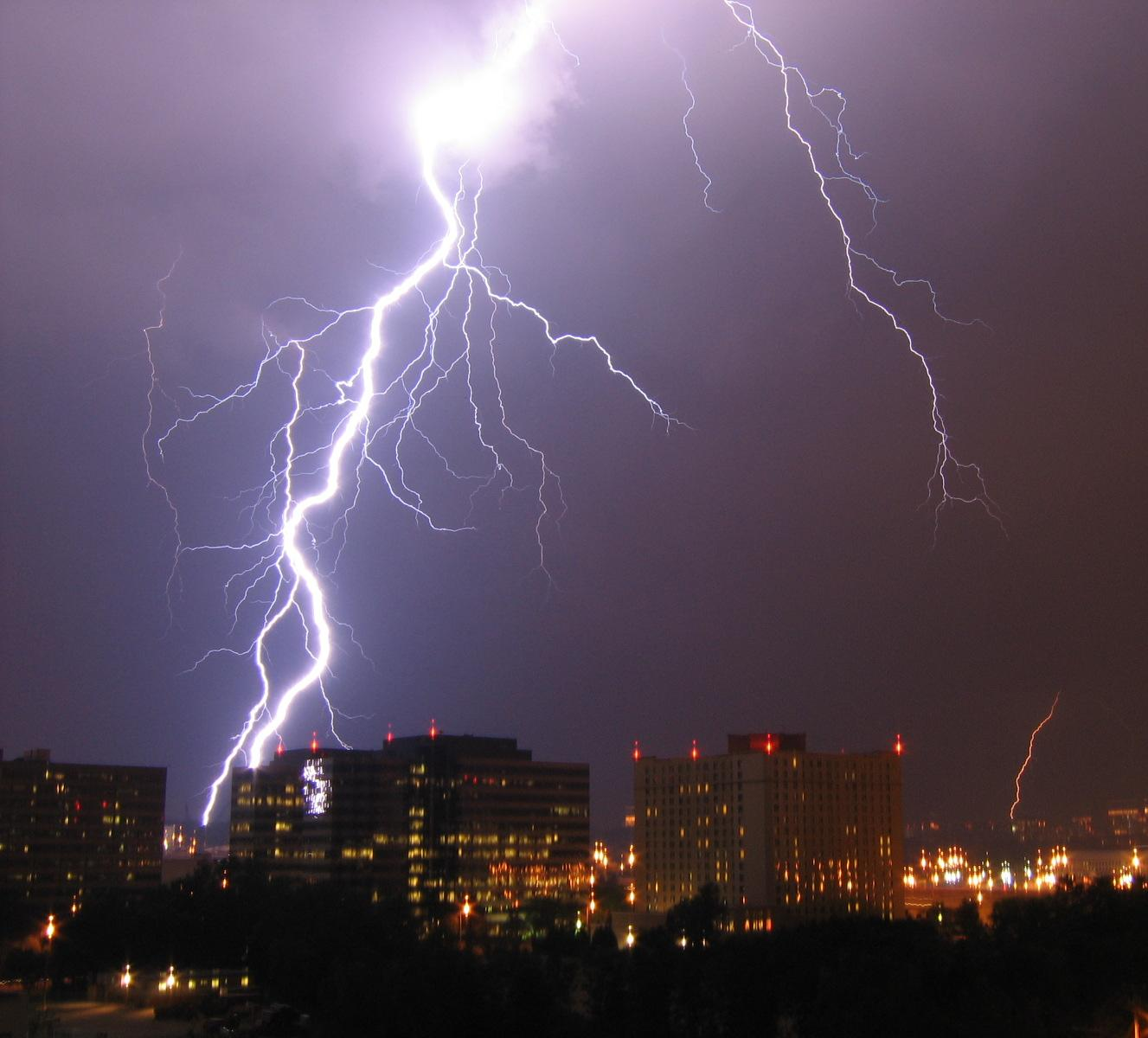
Нічні спалахи
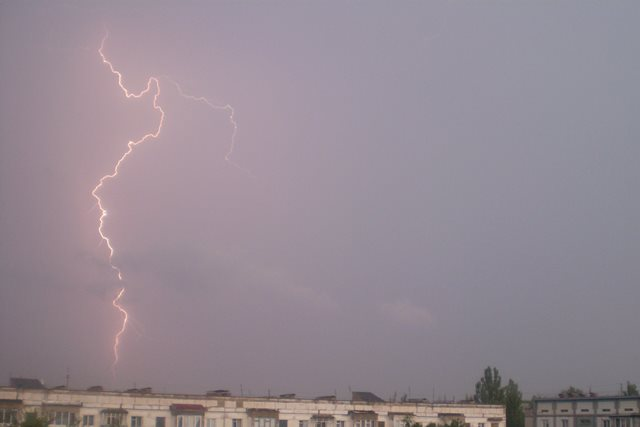
Блискавка у Василькові

## Цікаво
- Австралійські астрофізики виявили зв'язок між активністю супутника Землі та грозами на нашій планеті. Виявилося, що під час повного Місяця це явище природи значно посилюється. Це, швидше за все, пов'язано з тим, що на цій фазі Місяць відображає набагато більший обсяг космічних променів. У результаті в земну атмосферу проникає значна кількість заряджених частинок, які й підсилюють блискавки[16].
- В українській мові є рідковживане слово «мовня» для позначення блискавки, трапляючись у західноукраїнській мовно-літературній практиці, наприклад у творах Івана Франка[17][18]. Воно виводиться з прасл. *mъlni- («блискавка», звідки також староцерк.-слов. млънии, д.-рус. мълнии, біл. молоння, болг. мълния, рос. молния). Існує гіпотеза, згідно з якою *mъlni- споріднене з давньоскандинавським Mjolnir — ім'ям молота божества Тора в скандинавській міфології, походячи з якогось спільного праіндоєвропейського кореня[17].
- Експеримент Міллера — Юрі показав, що амінокислоти утворюються в умовах, близьких до тих, що існували на ранній Землі за наявності іскрових розрядів, тому, ймовірно, блискавка стала однією з причин зародження життя на Землі.
- Австралійські вчені (результати їхньої роботи опубліковані в журналі Nature Communications) працюють над створенням надточного лазерного променя, призначеного для відведення удару блискавки в безпечне місце. В їхній системі лазерний промінь прокладає шлях для блискавки, скеровуючи її на «мішень» для електричного розряду. Технологія, на думку вчених, буде точною і доступною, не вимагатиме значної потужності променю і працюватиме на великих відстанях[19].
- 2 вересня 2023 року, в індійському штаті Одіша було зафіксовано 61000 ударів блискавок за приблизно 2 години. Вони призвели до загибелі 12 і поранень 14 осіб[20][21].